# ماوريسيو كاراسكو
ماوريسيو كاراسكو (بالإسبانية: Mauricio Carrasco)‏ (24 سبتمبر 1987 بنيوكوين في الأرجنتين - ) هو لاعب كرة قدم أرجنتيني في مركز الهجوم. لعب مع أتلتيكو باتروناتو وإستوديانتيس دي لا بلاتا وكيلمس ونادي أتروميتوس ونادي أستيراس تريبوليس ونويفا شيكاجو ونادي أتليتيكو ألدوسيفي.

## وصلات خارجية
- ماوريسيو كاراسكو على موقع قاعدة بيانات كرة القدم.إي يو (الإنجليزية)
- ماوريسيو كاراسكو على موقع Soccerway.com (الإنجليزية)